# Mehrgarh
Mehrgarh fou un antic llogaret al sud d'Àsia i és un dels llocs més importants de l'arqueologia per a l'estudi dels establiments neolítics més primerencs d'aquesta regió.
Les restes estan situades a la província de Balutxistan (al Pakistan), al proper pla de Kachi al pas de Bolan:
- 230 km al nord-oest de Larkana (ciutat a la vora del riu Indus),
- 150 km al sud-est de Quetta,
- 120 km a l'est de Qalat,
- 50 km al sud-oest de Sibi i
- 130 km al nord-oest de Jacobabad.

Mehrgarh també es pot trobar escrit com a Mehrgahr, Merhgahr o Merhgarh.
Kachi també es lletreja Kacchi i Katchi.
Mehrgarh se cita de vegades com l'establiment més antic al sud d'Àsia, segons es dedueix de les excavacions arqueològiques realitzades a partir del 1974 (Jarrige i d'altres). L'evidència més primerenca de l'establiment està datada a partir del 7000 aC. També és citat com l'evidència més primerenca de la ceràmica al sud d'Àsia. Els arqueòlegs divideixen el lloc de l'ocupació en diversos períodes.
La gent de Mehrgarh també tenia contactes amb el nord de l'Afganistan, el nord-est de l'Iran i la part meridional de l'Àsia central (BB Lal, 1997:287).

## Període I de Mehrgarh
Comprèn el període entre els anys 7000 aC i 5500 aC; aquest període és considerat neolític i aceràmic (és a dir, no s'usava la ceràmica). El cultiu en el seu període més primerenc va ser desenvolupat per la gent seminòmada que usava plantes com ara blat i ordi, i animals com ovelles, cabres i altres tipus de bestiar. L'assentament va ser establert amb edificis simples de fang que tenien quatre subdivisions internes. S'han trobat nombrosos enterraments, molts d'aquests amb mercaderies elaborades, com ara cistelles, pedra, eines d'os, grans, braçalets, penjolls i, en alguns casos, animals sacrificats.
Els ornaments de petxines de mar, de pedra calcària, de turquesa, de lapislàtzuli, de pedra arenisca i de coure polit han estat trobats, juntament amb figurins simples de dones i d'animals. Una sola destral de pedra va ser descoberta en un enterrament, i diverses en van ser obtingudes a la superfície. Aquestes destrals de pedra són del període més primerenc en el context estratificat al sud d'Àsia.

## Períodes II i III de Mehrgarh
El període II Mehrgarh (comprès entre els anys 5500 i 4800 aC), i el període III (comprès entre els anys 4800 i 3500 aC) es caracteritzen per la presència d'una ceràmica neolítica (és a dir, la ceràmica ja començava a ser usada) i, últimament, l'edat de coure. S'han trobat diverses proves sobre les tècniques avançades que van ser utilitzades en la fabricació.
La pisa de fang esmaltada i els figurins de terracota produïts van arribar a ser molt detallats. Els figurins de dones van ser adornats amb pintura i tenien diversos tipus de pentinats i ornaments. Es van trobar dos enterraments en el període II que presenten una coberta d'ocre vermell en el cos. La quantitat d'objectes en l'enterrament va disminuir, i es limitava només als ornaments. En els enterraments de dones es va trobar varietat d'articles.
Els primers segells de botó van ser produïts en terracota i en os, i tenien diversos dissenys geomètrics. La seva tecnologia incloïa pedres i trepants de coure, forns de corrent aeri ascendent, grans forns de clot i gresols que servien per a fondre el coure.
Hi ha proves sobre el comerç en el període II, a causa del descobriment de diversos grans de lapislàtzuli, originalment de Badakxan.

## Períodes IV, V i VI
El període IV s'estableix entre el 3500 al 3250 AEC. El període V del 3250 al 3000 AEC i el període VI al voltant del 3000 AEC. El jaciment dels períodes IV al VII és designat com a MR1.

## Període VII de Mehrgarh
En algun moment entre els anys 2600 i 2000 aC, la ciutat sembla haver estat en gran part abandonada. És en aquest moment quan la cultura de la vall de l'Indus estava en les seves etapes inicials de desenvolupament.
S'ha conjecturat que els habitants de Mehrgarh van emigrar a les valls fèrtils de l'Indus, mentre que el territori de Balutxistan es va convertir en una zona àrida a causa dels canvis climàtics.